# 池田酒
池田酒（いけだざけ）とは、大阪府池田市で産した日本酒の一つで、伊丹酒と並ぶ下り酒の一つ。江戸時代前期には、上方から江戸に入る酒の10%近くを占めるほどの人気であった。

## 概要
江戸時代に江戸の発展と結合して江戸積酒造業の発展を支えた上方の酒造地の一つ。
ピークは元禄期から享保期まで続いたといわれ、38軒の酒蔵が存在した。池田酒は、五月山から流れる伏流水を使用し、呑み飽きしない五味調和のとれた酒質が特徴である。元禄14年（1701年）『摂陽群談』には、「猪名川の流を汲んで、山水の清く澄を以て造に因つて、香味勝て、如も強くして軽し、深く酒を好者求之、世俗辛口酒と云へり」と書かれ、辛さと風味の良さが大衆に好まれていた。満願寺屋九郎右衛門が徳川家康に酒を献上し「酒造御朱印」を授かり江戸幕府の保護を得ると、市場を急速に拡大させ、伊丹酒と並んで江戸の酒市場を席捲する存在となった。

## 歴史
池田は猪名川と五月山に囲まれた風光明媚な地で、平安時代後期から荘園が成立しており、戦国時代は池田氏や荒木村重がこの地を治めた。同じく猪名川沿いの伊丹ならびに、大坂・伝法・北在・尼崎・西宮・兵庫・堺の九つの郷は、室町時代中期から他所酒を生産し始めた旧九郷として知られる。その後台頭してきた灘酒とあわせて摂泉十二郷と呼ばれ、なかでも池田・伊丹・灘の三郷は明治時代まで出荷し続けた銘醸地である。
池田の酒造の歴史は古く、古文書には「遠く飛鳥時代などに朝廷で造酒司の酒部たちが細々と酒を造っていたが、室町時代に酒の需要が高まったためそれでは追いつかなくなり、縁者が摂津で酒造りを始めたところよい出来であったので、その子孫が池田郷に住んで酒造家になった」と書かれている。
- 応仁年間（1467年 - 1468年）に満願寺屋が酒造を開始。「酒造御朱印」を取得。
- 元禄10年（1697年）に「吉田酒造」創業。
- 元禄14年（1701年）に「呉春」創業。

## 池田酒の酒造メーカー
- 呉春株式会社「呉春」
- 吉田酒造「緑一」

## 文化財・文化遺産
- 吉田酒造（主屋・蔵・塀）　- 国登録有形文化財